# William Anders
William (Bill) Alison Anders (Hongkong, 1933. október 17. – 2024. június 7.) amerikai űrhajós.

## Életpálya
A haditengerészeti akadémia elvégzése után 1955-től repülőtiszt. Több mint 5000 órát repült. 1963-ban nukleáris mérnöki diplomát szerzett. 1963. október 17-től a harmadik amerikai csoportban kezdte meg az űrhajóskiképzést. 6 napot és 3 órát töltött a világűrben.
1969. szeptember 1-jén vonult vissza az űrhajózástól. 1976-1977 között oslói nagykövet volt. 1977-től az amerikai atomiparban töltött 	be vezető tisztséget.

## Repülés
- Apollo–8 (1968. december 21. – 1968. december 27.)

### Gemini-11
Anders a Gemini–11 tartalék pilótája 1966 szeptemberében.

### Apollo-8
Az Apollo–8 az első űrhajó, amely embereket – Frank Borman parancsnokot, James Lovell parancsnoki modul pilótát és William Anders holdkomppilótát – szállított Hold körüli pályára, amit tíz alkalommal került meg. Anders a küldetéssel "kiérdemelte" a holdkomp nélküli holdkomppilóta címet, mert az első működőképes leszállóegység csak a következő év tavaszára készült el, így ezen a repülésen azt egy kilenc tonnás "ballaszt" helyettesítette.
Az űrhajó legénységét a Time amerikai hetilap az 1968-as év embereivé választotta.

### Apollo-11
Anders az első holdraszálló misszió, az Apollo–11 tartalék parancsnokimodul-pilótája volt 1969 júliusában.
Még 1969-ben leszerelt a NASA űrhajóskötelékéből, 1978-tól a General Electric nukleáris termékágazatának alelnöke lett.

### Halála
Anders 2024. június 7-én, 90 éves korában, a Jones-sziget és az Orcas-sziget között történt repülőgép-szerencsétlenségben halt meg. A repülőgép szemtanúk szerint a két sziget közötti repült, majd miután kigyulladt, elsüllyedt. Anders fia, Greg Anders megerősítette, hogy a baleset akkor történt, amikor apja a Heritage Flight Museum tulajdonában lévő T-34-es repülőgépet vezette.

## Emlékezete
A Hold túlsó oldalán egy 40 kilométer átmérőjű krátert neveztek el róla.